# Светско првенство у атлетици у дворани 1999 — скок увис за мушкарце
Такмичење у скоку увис у мушкој конкуренцији на 6. Светском првенству у атлетици у дворани 1999. у Маебаши, (Јапан) је одржано 7. марта у Зеленој куполи Маебаши.
Титулу светског првака из Паризу 1997.  бранио је Чарлс Остин из САД.

## Земље учеснице
Учествовала су 11 такмичара из 10 земаља.
1. Босна и Херцеговина (1)
2. Куба (1)
3. Јапан (1)
4. Немачка (1)
5. Русија (1)
6. САД (1)
7. Уједињено Краљевство (1)
8. Украјина (1)
9. Чешка (1)
10. Шведска (2)

## Рекорди
Списак рекорда у скоку увис пре почетка светског првенства 1999. године.
Стање 4. март 1999. године.
| Рекорди пре почетка Светског првенства у дворани 1999.     | Рекорди пре почетка Светског првенства у дворани 1999. | Рекорди пре почетка Светског првенства у дворани 1999. | Рекорди пре почетка Светског првенства у дворани 1999. | Рекорди пре почетка Светског првенства у дворани 1999. | Рекорди пре почетка Светског првенства у дворани 1999. |
| ---------------------------------------------------------- | ------------------------------------------------------ | ------------------------------------------------------ | ------------------------------------------------------ | ------------------------------------------------------ | ------------------------------------------------------ |
| Светски рекорд                                             | Хавијер Сотомајор                                      | 2,43                                                   | Куба                                                   | Будимпешта, Мађарска                                   | 4. март 1989.                                          |
| Рекорд светских првенстава                                 | Хавијер Сотомајор                                      | 2,43                                                   | Куба                                                   | Будимпешта, Мађарска                                   | 4. март 1989.                                          |
| Најбољи резултат сезоне у дворани                          | Вјачеслав Вороњин                                      | 2,36                                                   | Русија                                                 | Москва, Русија                                         | 25. фебруар 1999.                                      |
| Европски рекорд                                            | Карло Тронхард                                         | 2,42                                                   | Немачка                                                | Берлин, Западна Немачка                                | 26. фебруар 1988.                                      |
| Северноамерички рекорд                                     | Хавијер Сотомајор                                      | 2,43                                                   | Куба                                                   | Будимпешта, Мађарска                                   | 4. март 1989.                                          |
| Јужноамерички рекорд                                       | Гилмар Мајо                                            | 2,27                                                   | Колумбија                                              | Пиреј, Грчка                                           | 24. фебруар 1994.                                      |
| Афрички рекорд                                             |                                                        |                                                        |                                                        |                                                        |                                                        |
| Азијски рекорд                                             | Џу Ђенхуа                                              | 2,31                                                   | Кина                                                   | Кобе, Јапан                                            | 5. март 1986.                                          |
| Океанијски рекорд                                          | Тим Форсајт                                            | 2,33                                                   | Аустралија                                             | Балинген, Немачка                                      | 16. фебруар 1997.                                      |
| Рекорди после завршеног Светског првенства у дворани 1999. |                                                        |                                                        |                                                        |                                                        |                                                        |
| Најбољи резултат сезоне у дворани                          | Хавијер Сотомајор                                      | 2,36                                                   | Куба                                                   | Маебаши, Јапан                                         | 7. март 1999.                                          |
| Најбољи резултат сезоне у дворани                          | Вјачеслав Вороњин                                      | 2,36                                                   | Русија                                                 | Маебаши, Јапан                                         | 7. март 1999.                                          |

### Најбољи светски резултати у 1999. години
Десет најбољих светских такмичара у скоку увис у дворани 1999. године пре почетка првенства (4. март 1999), имали су следећи пласман на светској ранг листи.
| 1. | Вјачеслав Вороњин | Русија              | 2,33 | 25. фебруар |
| 2. | Хавијер Сотомајор | Куба                | 2,32 | 25. фебруар |
| 3. | Андреј Соколовски | Украјина            | 2,31 | 16. јануар  |
| 3. | Чарлс Остин       | Сједињене Државе    | 2,31 | 23. јануар  |
| 3. | Томаш Јанку       | Јужна Кореја        | 2,31 | 13. фебруар |
| 6. | Пјотр Брајко      | Русија              | 2,30 | 14. фебруар |
| 6. | Хенри Патерсон    | Сједињене Државе    | 2,30 | 27. фебруар |
| 6. | Стефен Смит       | Сједињене Државе    | 2,30 | 27. фебруар |
| 9. | Сергеј Кљугин     | Русија              | 2,29 | 24. јануар  |
| 9. | Елвир Крехмић     | Босна и Херцеговина | 2,29 | 13. фебруар |
| 9. | Мартин Бус        | Немачка             | 2,29 | 21. фебруар |
| 9. | Стефан Холм       | Шведска             | 2,29 | 25. фебруар |

Такмичари чија су имена подебљана учествују на СП 1999.

## Сатница
| Датум        | Време | Ниво   |
| ------------ | ----- | ------ |
| 7. март 1999 | 13:00 | Финале |

## Освајачи медаља
|                        |                          |                 |
| Хавијер Сотомајор Куба | Вјачеслав Вороњин Русија | Чарлс Остин САД |

## Резултати

### Финале
Финале је одржано 7. марта са почетком у 13:00 часова. Почетна висина била је 2,20 м.,,
| Место | Атлетичар         | Земља                | ЛР   | ЛРС  | 2,20 | 2,25 | 2,30 | 2,33 | 2,36 | 2,38 | 2,40 | Рез. | Бел.      |
| ----- | ----------------- | -------------------- | ---- | ---- | ---- | ---- | ---- | ---- | ---- | ---- | ---- | ---- | --------- |
|       | Хавијер Сотомајор | Куба                 | 2,43 | 2,32 | o    | –    | o    | o    | o    | –    | x    | 2,36 | СРСд      |
|       | Вјачеслав Вороњин | Русија               | 2,33 | 2,33 | o    | o    | o    | xxo  | o    | xxx  |      | 2,36 | СРСд, ЛРд |
|       | Чарлс Остин       | САД                  | 2,37 | 2,31 | o    | –    | o    | xo   | x–   | xx   |      | 2,33 | ЛРСд      |
| 4.    | Мартин Бус        | Немачка              | 2,29 | 2,29 | o    | o    | o    | xxx  |      |      |      | 2,30 | ЛРд       |
| 5.    | Стафан Штранд     | Шведска              | 2,30 | 2,28 | o    | o    | x–   | xx   |      |      |      | 2,25 |           |
| 6.    | Стефан Холм       | Шведска              | 2,30 | 2,29 | o    | xo   | x–   | xx   |      |      |      | 2,25 |           |
| 6.    | Томаш Јанку       | Чешка                | 2,31 | 2,31 | o    | xo   | xxx  |      |      |      |      | 2,25 |           |
| 6.    | Андреј Соколовски | Украјина             | 2,31 | 2,31 | o    | xo   | xxx  |      |      |      |      | 2,25 |           |
| 9.    | Елвир Крехмић     | Босна и Херцеговина  | 2,29 | 2,29 | xo   | xxo  | xxx  |      |      |      |      | 2,25 |           |
|       | Стив Смит         | Уједињено Краљевство | 2,38 | 2,27 | –    | xxx  |      |      |      |      |      | БП   |           |
|       | Шигеки Тојошима   | Јапан                | 2,15 |      | xxx  |      |      |      |      |      |      | БП   |           |

Подебљани лични рекорди су и национални рекорди земље коју такмичар представља.